# Emanuel Cleaver
Emanuel Cleaver II, född 26 oktober 1944 i Waxahachie, Texas, är en amerikansk demokratisk politiker och metodistpräst. Han representerar delstaten Missouris femte distrikt i USA:s representanthus sedan 2005.
Cleaver avlade 1972 kandidatexamen vid Prairie View A&M University. Han avlade sedan 1974 masterexamen vid St. Paul School of Theology i Kansas City, Missouri.
Cleaver efterträdde 1991 Richard L. Berkley som borgmästare i Kansas City och efterträddes 1999 av Kay Barnes.
Kongressledamot Karen McCarthy kandiderade inte till omval i kongressvalet 2004. Cleaver vann valet och efterträdde McCarthy i representanthuset i januari 2005. Han har omvalts åtta gånger.